# Loews Hotel Tower
La Loews Hotel Tower est un gratte-ciel situé au 455 North Park Drive, dans le sud du secteur communautaire de Near North Side à Chicago, dans l'État de l'Illinois, aux États-Unis. Œuvre de l'agence d'architectes Solomon Cordwell Buenz (SCB), la construction s'est achevée en 2015. L'édifice comprend un hôtel et des résidences. L'édifice est la propriété du groupe hôtelier Loews Hotels Holding Corporation, une filiale de Loews Corporation.

## Localisation
La Loews Hotel Tower se trouve au 455 North Park Drive à Streeterville, un quartier commercial et résidentiel situé dans la partie sud du secteur de Near North Side, non loin du secteur financier du Loop.
À proximité immédiate se trouvent des points d'intérêts notables de la ville dont la jetée Navy (une jetée longue d'un kilomètre comprenant une parc d'attractions et de loisirs), la Chicago Riverwalk (une voie piétonnière longeant la rivière Chicago), Grant Park (le plus grand parc municipal de Downtown Chicago qui comprend en son sein le Millennium Park, l'Art Institute of Chicago et le Museum Campus) et le phare de Chicago (un phare historique datant de 1893 et classé au patrimoine).

## Description
La Loews Hotel Tower, également connue sous le nom de « Loews North Park Drive », est un gratte-ciel de 54 étages et de 173,4 m de haut.
Le bâtiment dispose d'une terrasse sur le toit avec vue sur les toits de la ville, d'un restaurant moderne avec terrasse et d'une grande piscine intérieure. Offrant une vue imprenable sur la ville et le lac Michigan, tous les logements présentent un design typique de Chicago. Chaque appartement est doté d'équipements modernes dont des télévisions à écrans plats et une climatisation sophistiquée. Il possède plusieurs salles de réunion spacieuses, dont une équipée pour les vidéoconférences. La salle de sport est quant à elle ouverte 24h/24 et comprend de nombreux équipements.
L'édifice appartient au groupe hôtelier Loews Hotels Holding Corporation, une filiale de Loews Corporation (une société contrôlée par la famille Tisch). Il a une superficie de 86 121 m2 (soit 927 000 pieds carrés). Il dispose de 400 chambres d'hôtel, 398 appartements en location et d'un assortiment de salles de bal, de bars, de restaurants et de places de parking. Tous les appartements ont été vendus pour 240,4 millions de dollars. La tour principale repose sur un podium haut de douze étages en forme de « L ». C'est le plus haut bâtiment construit dans la ville en 2015.
Il a été conçu par l'agence d'architectes Solomon Cordwell Buenz (dont le siège est situé à Chicago) et développé par le DRW Trading Group (également basé à Chicago). Le coût de construction était d'environ 200 millions de dollars américains.